# Orava (poule)
Pour les articles homonymes, voir Orava.
 (signalé en juillet 2025).
Si vous disposez d'ouvrages ou d'articles de référence ou si vous connaissez des sites web de qualité traitant du thème abordé ici, merci de compléter l'article en donnant les références utiles à sa vérifiabilité et en les liant à la section « Notes et références ».
- Archive Wikiwix
- Bing
- Cairn
- DuckDuckGo
- E. Universalis
- Gallica
- Google
- G. Books
- G. News
- G. Scholar
- Persée
- Qwant
- (zh) Baidu
- (ru) Yandex
- (wd) trouver des œuvres sur Wikidata

La Orava ou  poule d'Orava est une race de poule domestique.

## Description
C'est une volaille à 2 fins (chair et ponte), rustique.
Les poussins ont une bonne croissance et s'emplument rapidement

### Origine
Originaire de Slovaquie, Elle est issue de la Wyandotte et de la New Hampshire.

### Standard
- Masse idéale : Coq : 2,8 à 3,3 kg ; Poule : 2,2 à 2,7 kg
- Crête : frisée
- Oreillons : rouges
- Couleur des yeux : rouge-orangé
- Couleur de la peau : jaune
- Couleur des tarses : jaune
- Variétés de plumage : blanc, fauve...
- Œufs à couver : min. g, coquille brunâtre
- Diamètre des bagues : Coq : 22mm ; Poule : 18mm

## Sources
- Le Standard officiel des volailles (Poules, oies, dindons, canards et pintades), édité par la Société centrale d'aviculture de France.